# Grêmio Desportivo São-Carlense (futebol feminino)
O Grêmio Desportivo São-Carlense (futebol feminino), conhecido como Grêmio, Grêmio São-Carlense ou São-Carlense, é um clube brasileiro de futebol da cidade de São Carlos, no estado de São Paulo. A equipe foi criada em 8 de março de 2023 e serão às Lobas da Central, com o objetivo de formar atletas. 

## História
A equipe de futebol feminino da foi criada em 8 de março de 2023, dentro das exigências atuais da FIFA e COMENBOL. Para formar atletas e, consequentemente, equipes competitivas.
A nova equipe vai disputar a divisão Especial promovida pela Federação Paulista de Futebol (FPF), o clube também terá times nas categorias de base, para disputar as categorias menores.